# Vasknarva
Koordinaten: 59° 0′ N, 27° 44′ O

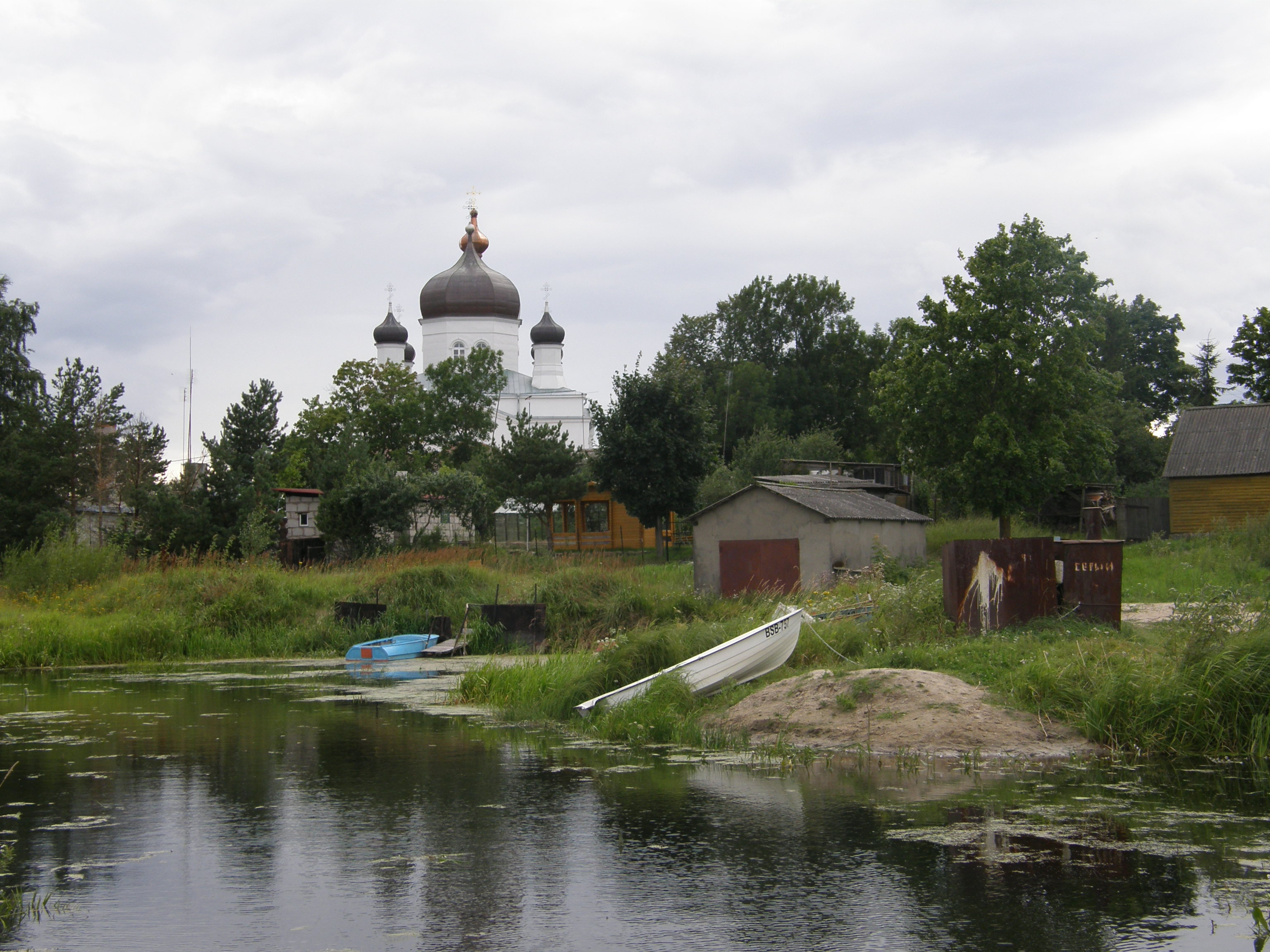
Vasknarva

Vasknarva (bis 1923 russisch Сыренец (Syrenetz), niederdeutsch und schwedisch: Nyslott) ist ein Dorf (estnisch küla) der Landgemeinde Alutaguse (bis 2017 Alajõe) im estnischen Kreis Ida-Viru am linken Ufer des Grenzflusses Narva bei seinem Abfluss aus dem Peipussee. Vasknarva hat 59 Einwohner (Stand 2000).

## Geschichte
Die Ordensburg von Vasknarva wurde 1427 bis 1442 erbaut, um die Wasserstraße zwischen dem Peipussee und der Narva zu kontrollieren. Die Burg befand sich am westlichen, linken Ufer der Narwa, bei ihrem Abfluss aus dem Peipussees, und gegenüber der Mündung des Trojabachs (russisch Втроя). Sie entstand an der Stelle eines durch Pleskauer Truppen zerstörten Vorgängerbaus, der 1349 in der Zeit des Ordensmeisters Goswin von Herike errichtet worden war. Die neu in den Jahren 1427 – 1442 wiedererrichtete Burg wurde daher auf Niederdeutsch "Nyslot" genannt. Die erhaltenen Überreste der Mauern und Rundtürme stammen wahrscheinlich aus dem zweiten Viertel des 15. Jahrhunderts. Sie sind bereits an Schusswaffen
angepasst.
Die Ordensburg wurde im Livländischen Krieg fast dem Erdboden gleichgemacht, der letzte Vogt Dietrich von der Steinkuhl verlor Anfang Juni 1558 hier seinen ganzen Besitz, jedoch wurde die Burg wieder aufgebaut.
Erst im für Schweden siegreichen russisch-schwedischen Krieg (sog. Ingermanländischer Krieg, 1610 bis 1617) wurde sie vollständig zerstört und – da aus strategischen Gründen nicht mehr notwendig – vermutlich aufgegeben. Zur Wende vom 17. zum 18. Jahrhundert im Nordischen Krieg war sie nur noch Ruine und wurde 1721 an die Russen übergeben. Steine der ehemaligen Festungsanlage wurden zum Bau des russischen Fischerdorfes Syrenetz verwendet.
Im Jahre 1818 wurde in Vasknarva eine Russisch-Orthodoxe, dem Propheten Elija geweihte Kirche erbaut, zunächst in Holzbauweise, danach 1867–1873 als Neubau, der während des Zweiten Weltkrieges zerstört wurde und erst 1978 erneut aufgebaut wurde. Der Kirche ist heute ein Frauenkloster angeschlossen.

## Heute
Um Vasknarva liegt ein wichtiges Erholungsgebiet mit vielen Datschen und Zeltmöglichkeiten. In Vasknarva befindet sich eine Grenzschutzstelle und ein Anlegekai für Boote. Die Bevölkerung ist fast zu 100 % russischsprachig.

## Bildergalerie
Die Ruinen der alten Ordensburg von Vasknarva (Neuschloss)

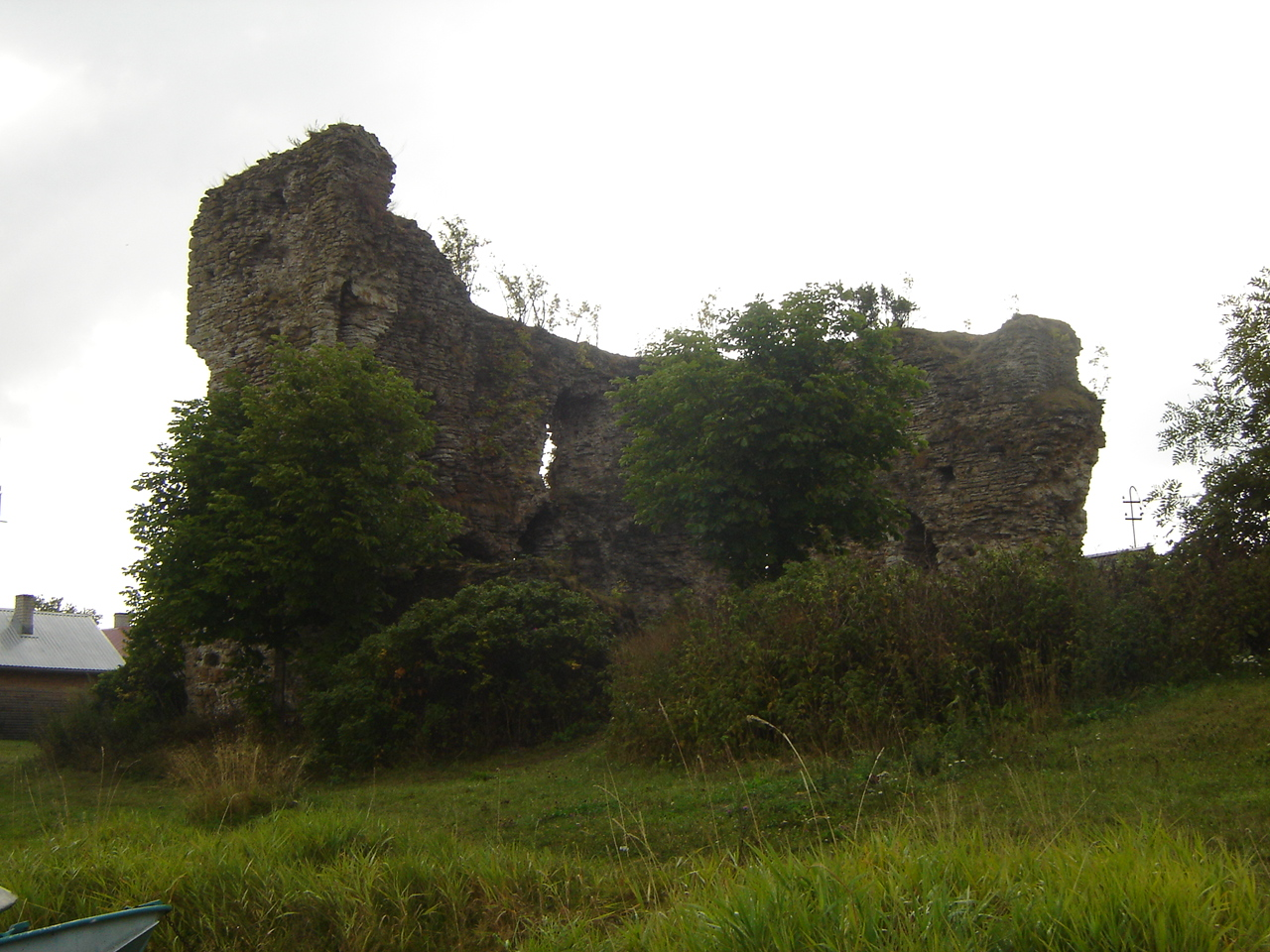
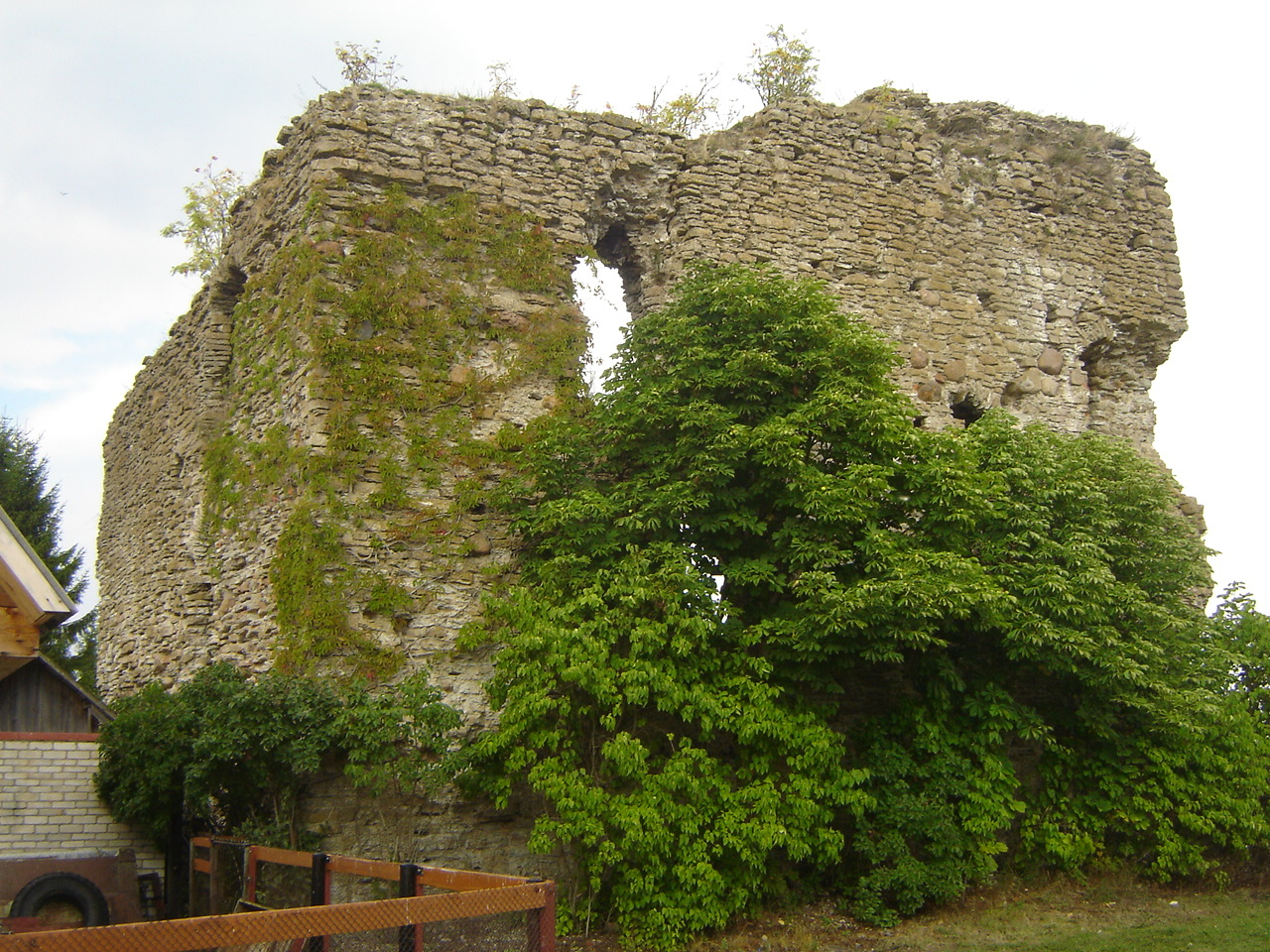
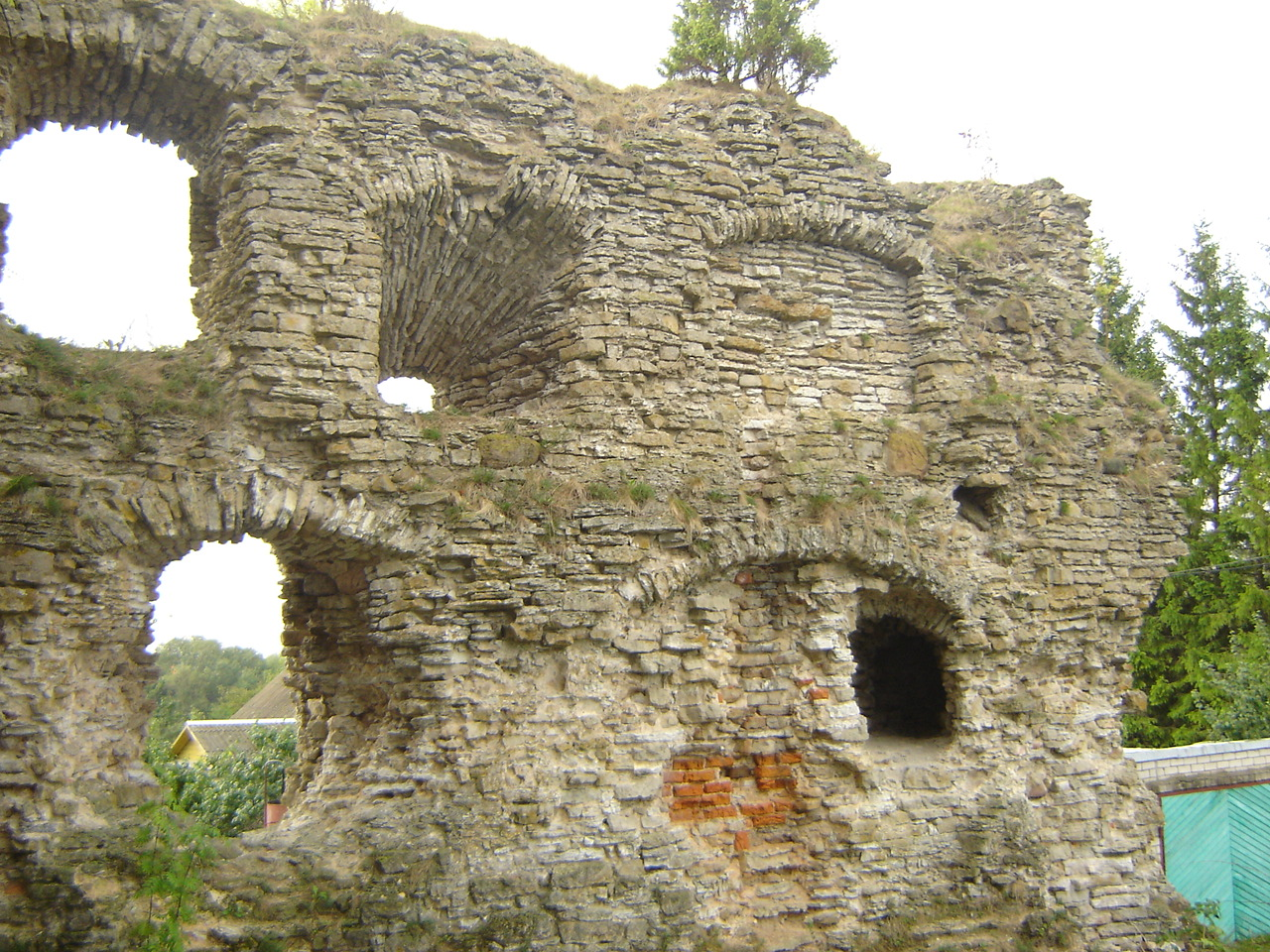
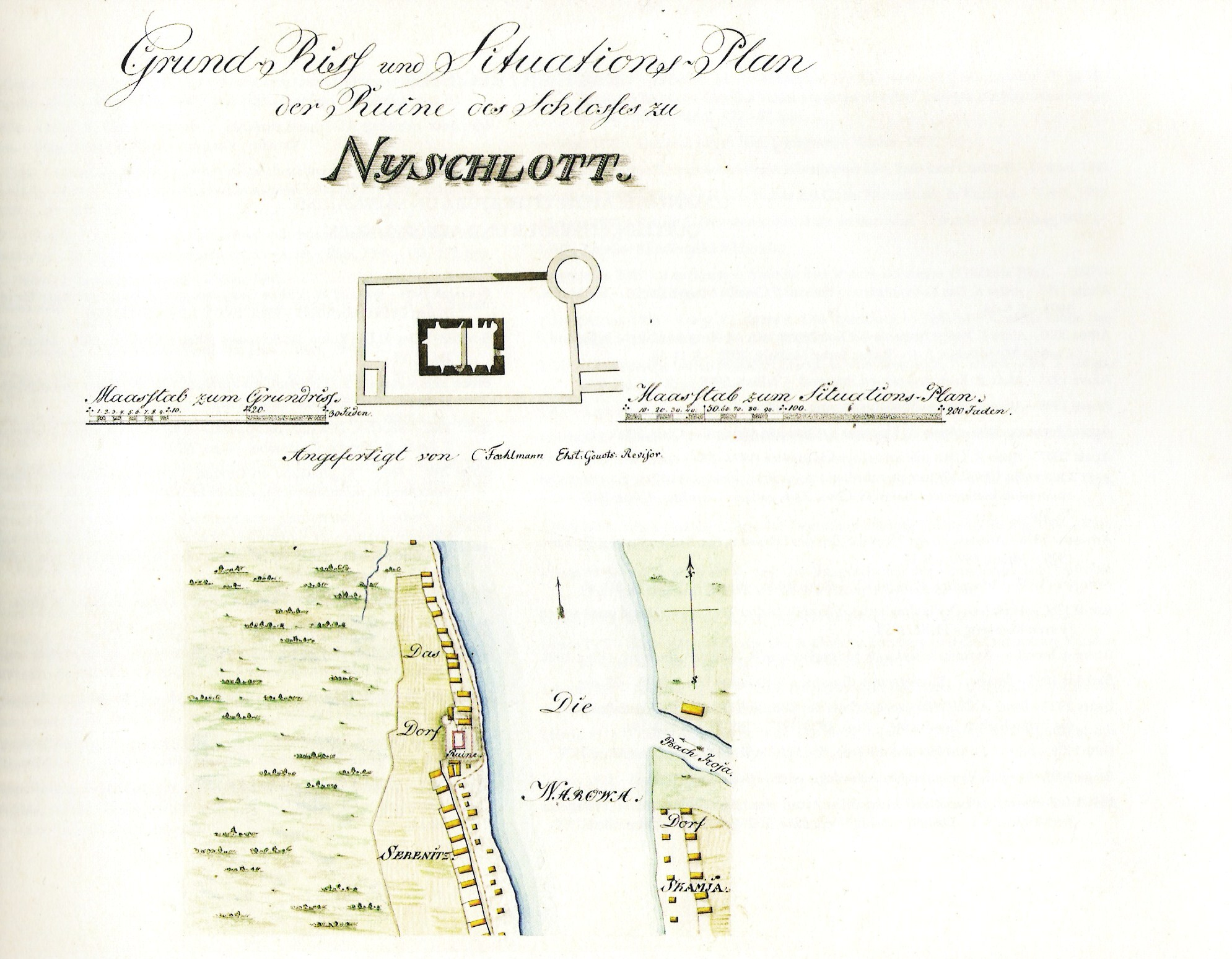